# Zhao Zunyue

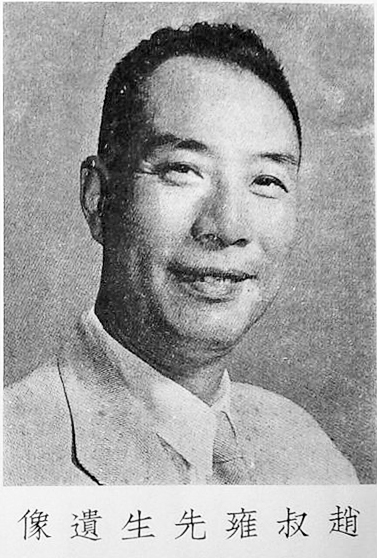
Zhao Zunyue

Zhao Zunyue (chinesisch 趙尊嶽, Pinyin Zhào Zūnyuè, W.-G. Chao Tzun-yüe; * 1898 in Wujin; † 1965 in Singapur) war ein chinesischer Politiker und Sprachwissenschaftler, eine wichtige Figur in der Neuorganisierten Regierung der Republik China. Sein Vater war Zhong Fengchang, Zhang Zhidongs Stabsoffizier.

## Lebenslauf
Er absolvierte die Mittelschule des Verkehrsministeriums, Lehrgang Industrie. Danach arbeitete Zhao Zunyue als Sekretär in der Shanghaier Zeitung Shen Bao. Im Exekutiv-Yuan war er erst im Staatsrat angestellt, später als ein Berater im Eisenbahnministerium. Im April 1932 legte er sein Amt nieder.
Nach der Gründung der Neuorganisierten Regierung der Republik China nahm Zhao Zunyue daran als Mitglied des politischen Ausschusses des Zentralkomitees teil. Im August 1941 wurde er zum Mitglied des Ausschusses für Staatsangelegenheiten. Im Februar 1942 bekleidete er das Amt des Hauptsekretärs in der Regierung von Shanghai. In demselben Jahr war er auch als Mitglied des Ausschusses für neue Volksbewegung angestellt.
Im Januar 1944 bekleidete Zhao Zunyue das Amt des Vorsitzenden des Shanghaier Finanzausschusses, im März wurde er zum stellvertretenden Hauptsekretär des politischen Ausschusses des Zentralkomitees, im Dezember 1944 gleichzeitig zum Hauptsekretär dieses Ausschusses, zum Hauptsekretär des Obersten Verteidigungsrates und zum Propagandaminister.
Am 27. September 1945 wurde Zhao Zunyue von Chan Kai-sheks Regierung festgenommen. Am 24. Januar 1947 wurde Zhao Zunyue zu lebenslanger Haft verurteilt. Später freigelassen, wanderte er nach Hongkong aus. Von der Nationaluniversität Singapur eingeladen, akzeptierte Zhao Zunyue das Lehramt für japanische Philologie. Er starb an einer Krankheit in Singapur im Alter von 67 Jahren.
Auch als Sprachwissenschaftler bekannt, hinterließ Zhao Zunyue mehrere Forschungswerke. Später wurden seine Manuskripte von seiner Tochter Zhao Wenyi der Chinesischen Nationalbibliothek übergeben.